# Malgassothisa
Malgassothisa là một chi bướm đêm thuộc họ Geometridae.